# Modrzyca
Modrzyca – wieś w Polsce położona w województwie lubuskim, w powiecie nowosolskim, w gminie Otyń.
W latach 1975–1998 miejscowość administracyjnie należała do województwa zielonogórskiego.

## Nazwa
W 1295 w kronice łacińskiej Liber fundationis episcopatus Vratislaviensis (pol. „Księdze uposażeń biskupstwa wrocławskiego”) miejscowość wymieniona jest w zlatynizowanej formie Modrsicza.

## Gospodarka
Motorem rozwoju wsi są położone obok kompleksy Kostrzyńsko-Słubickiej Specjalnej Strefy Ekonomicznej (KSSSE), gdzie ulokowane są nowe zakłady produkujące części elektroniczne, samochodowe oraz żywność.

## Demografia
Liczba mieszkańców miejscowości w poszczególnych latach:
| Rok  | Liczba mieszkańców |
| ---- | ------------------ |
| 1998 | 1081               |
| 2002 | 1468               |
| 2009 | 1678               |
| 2011 | 1770               |
| 2021 | 1941               |